# Torneio de Montreux de 1925
O Torneio de Montreux de 1925  foi a 5ª edição do Torneio de Montreux. Esta edição foi considerada o 3ª Campeonato Europeu de Hóquei em Patins não oficial.

## Resultados
|    | Equipe     | Pts | J | V | E | D | GM | GS | DG  |
| -- | ---------- | --- | - | - | - | - | -- | -- | --- |
| 1º | Inglaterra | 9   | 5 | 4 | 1 | 0 | 29 | 7  | 22  |
| 2º | Suíça      | 7   | 5 | 3 | 1 | 1 | 15 | 8  | 7   |
| 3º | França     | 5   | 5 | 2 | 1 | 2 | 12 | 15 | -3  |
| 4º | Bélgica    | 5   | 5 | 2 | 1 | 2 | 7  | 9  | -2  |
| 5º | Alemanha   | 4   | 5 | 2 | 0 | 3 | 11 | 15 | -4  |
| 6º | Itália     | 0   | 5 | 0 | 0 | 5 | 4  | 24 | -20 |

|            | Inglaterra | Suíça | França | Bélgica | Alemanha | Itália |
| ---------- | ---------- | ----- | ------ | ------- | -------- | ------ |
| Inglaterra |            | 3-3   | 9-3    | 4-0     | 4-0      | 9-1    |
| Suíça      |            |       | 2-1    | 2-1     | 2-3      | 6-0    |
| França     |            |       |        | 2-2     | 3-2      | 3-0    |
| Bélgica    |            |       |        |         | 3-1      | 1-0    |
| Alemanha   |            |       |        |         |          | 5-3    |
| Itália     |            |       |        |         |          |        |